# Rêve d'Ouest, rêve d'Est

## L'album
Premier album de la chanteuse polonaise Anna Prucnal.

## Liste des titres
1. Qui j'aime
2. Alabama Song
3. La bienvenue
4. L'avenir est dans les chiens
5. Vingt ans d'âge
6. Mon rêve s'achève (du film Je suis avec toi)
7. L'été (Ne m'appelez plus camarade)
8. Dziś do ciebie przyjść nie mogę (Je ne pourrai pas venir chez toi ce soir)
9. Elle appelle au secours
10. La mañana
11. Ma dissidence
12. Saluts (reprise de Qui j'aime)
13. Les années entre
14. Sur la mer (Po szerokim, po szerokim morzu)
15. Chanson de ma vie (Piecienka o lyey jizni)
16. Mów do mnie jeszcze (Parle-moi encore)
17. Das Lied von Surabaya Johnny (de Happy End)
18. Moi… je m'ennuie
19. Kochankowie z ulicy Kamiennej (Les Amants de la rue Kamiena)
20. Les Voleurs de joie
21. Souliko
22. La prière de François Villon
23. Le Nègre violet (Lilovij niegr)
24. Les mauvais enfants de la vallée (I ragazzi giù nel campo du film de Dusan Makavejev Sweet Movie)
25. Alors non !